# Maria das Neves
Maria das Neves Ceita Baptista de Sousa (sinh năm 1958) là cựu Thủ tướng của São Tomé và Príncipe. Bà là một nhân vật chủ chốt trong Phong trào Giải phóng São Tomé và Đảng Dân chủ Xã hội (MLSTP-PSD) và trở thành người phụ nữ đầu tiên lãnh đạo chính phủ ở nước này.

## Nghề nghiệp
Maria das Neves được giáo dục như một nhà kinh tế học ở Cuba với chuyên môn về tài chính công. Trước khi trở thành người đứng đầu chính phủ, Maria das Neves từng làm công chức trong Bộ Tài chính, Ngân hàng Thế giới và Quỹ Nhi đồng Liên Hợp Quốc (UNICEF). Bà kết hôn và khi hai cô con gái lớn lên, bà đảm nhiệm các chức vụ quan trọng trong chính phủ: Bộ trưởng Kinh tế (1999-2001), Bộ trưởng Bộ Tài chính 2001=02 và Bộ trưởng Bộ Thương mại, Công nghiệp và Du lịch (2002).
Năm 2001, Fradique de Menezes được bầu làm Tổng thống với sự hỗ trợ của Đảng Trung tâm. Nhưng không có đa số rõ ràng trong quốc hội, và kết quả là một sự chung sống không ổn định với một số nội các tồn tại ngắn do phe đối lập đứng đầu. Một liên minh ba đảng được thành lập dưới thời lãnh tụ xã hội chủ nghĩa Gabriel Costa và das Neves là thành viên của chính phủ.

## Thủ tướng của São Tomé và Príncipe
Bà giữ chức Thủ tướng từ ngày 7 tháng 10 năm 2002 đến ngày 18 tháng 9 năm 2004 và là nữ lãnh đạo chính phủ đầu tiên của quốc gia. Tổng thống Fradique de Menezes bổ nhiệm das Neves làm Thủ tướng sau khi Chính phủ đoàn kết ba đảng do Gabriel Costa lãnh đạo sụp đổ sau những khiếu nại của quân đội về những quyết định thăng chức trước đó. Đất nước rơi vào tình trạng khó khăn, mắc nợ nhiều và phụ thuộc vào viện trợ. Có những bất đồng và tranh giành quyền lực. Khi một thỏa thuận dầu mỏ được ký kết với Nigeria, đã có một cuộc đảo chính quân sự vào ngày 16 tháng 7 năm 2003. Tổng thống đang ở nước ngoài và quân đội và lính đánh thuê đã hành động, bắt giữ das Neves và các quan chức chính phủ khác. Các nhà lãnh đạo đảo chính phàn nàn về tham nhũng và nói rằng các khoản thu từ dầu sắp tới sẽ không được phân phối công bằng. Sau áp lực quốc tế, một thỏa thuận đã đạt được và Menezes phục hồi chức vụ sau một tuần. das Neves đã phải nhập viện sau khi bị một cơn đau tim nhẹ. Bà đã từ chức Thủ tướng, nhưng chấp nhận tiếp tục khi Tổng thống Menezes tái khẳng định niềm tin của ông đối với bà.
Tổng thống Menezes đã miễn nhiệm bà khỏi chức vụ vào ngày 15 tháng 9 năm 2004 và yêu cầu đảng của bà chọn một Thủ tướng mới, sau khi các cáo buộc tham nhũng được đưa ra chống lại bà và các thành viên trong chính phủ của bà. Bà phủ nhận tham gia vào bất kỳ hành vi tham nhũng. Ba ngày sau khi cô bị sa thải, một chính phủ mới do Damião Vaz talmeida lãnh đạo đã tuyên thệ nhậm chức. Das Neves được bầu thay thế vào quốc hội và trở thành nghị sĩ.